# 烈車戦隊トッキュウジャー/ビュンビュン!トッキュウジャー
「烈車戦隊トッキュウジャー／ビュンビュン!トッキュウジャー」（れっしゃせんたいトッキュウジャー／ビュンビュン!トッキュウジャー）は、伊勢大貴およびProject.R（YOFFY、谷本貴義、鎌田章吾）のシングル。2014年3月19日に日本コロムビアから発売された。
発売に先駆け2014年3月3日よりYouTubeで「烈車戦隊トッキュウジャー」のTVサイズバージョンが配信されている。

## 音楽性
「烈車戦隊トッキュウジャー」は、特撮テレビドラマ『烈車戦隊トッキュウジャー』のオープニングテーマに起用された。曲調は『スーパー戦隊シリーズ』にはあまり見られないパンクロックで、視聴層に配慮し「擬音語」を大事にしつつ、かつカッコ良くストレートに歌ったという。歌詞中の「←案内標識→」は、当初は別の表記であったが、伊勢が駅の案内標識を意識したフレーズを盛り込むことをスタッフに提案したことで盛り込まれた。また、「オーライ!」では音が重ねられているが、これも伊勢の提案によるものである。ちなみに伊勢はデモテープも収録したが、スタッフをなかなか納得させられず録り直しも数回行った。この時はトッキュウジャーのオープニングを自分が担当することを知らされていなかったため、前作のOP「VAMOLA! キョウリュウジャー」を歌った鎌田章吾に悩みを打ち明けていたという。
第3・4・5・9・16・41・終着駅では挿入歌として、第19・36駅ではインストゥルメンタル版と併用して使用された。
「ビュンビュン!トッキュウジャー」は、特撮テレビドラマ『烈車戦隊トッキュウジャー』のエンディングテーマに起用された。Project.Rが『スーパー戦隊シリーズ』を手掛けるのは『特命戦隊ゴーバスターズ』以来2年ぶり。擬音語を盛り込んだ視聴者に寄り添った曲に仕上がっている。なお、歌詞中に番組タイトルでもある「トッキュウジャー」の単語は登場しない。
第11駅ではインストゥルメンタル版が使用された。

## シングル収録内容
| 全編曲: 坂部剛。 |                                                         |           |           |       |
| #                | タイトル                                                | 作詞      | 作曲      | 時間  |
| 1.               | 「烈車戦隊トッキュウジャー」                            | 渡部紫緒  | 坂部剛    | 3:56  |
| 2.               | 「ビュンビュン!トッキュウジャー」                       | 藤林聖子  | 俊龍      | 4:10  |
| 3.               | 「烈車戦隊トッキュウジャー（オリジナル・カラオケ）」    |           |           | 3:56  |
| 4.               | 「ビュンビュン!トッキュウジャー（オリジナルカラオケ）」 |           |           | 4:08  |
| 合計時間:        | 合計時間:                                               | 合計時間: | 合計時間: | 16:12 |

## 収録アルバム
烈車戦隊トッキュウジャー全曲集 RAINBOW RUSH
「烈車戦隊トッキュウジャー」、「ビュンビュン!トッキュウジャー」、両曲のオリジナルカラオケを収録。
烈車戦隊トッキュウジャー キャラクターソングス レインボーライン
「烈車戦隊トッキュウジャー」、「ビュンビュン!トッキュウジャー」を収録。
BE A HERO（伊勢大貴）
「烈車戦隊トッキュウジャー」を収録。
THE BEST ELEMENTS（谷本貴義）
谷本によるセルフカバー「ビュンビュン!トッキュウジャー（Acoustic version）」を収録。